# 고수족
고수족(--族, 학명: Coriandreae 코리안드레아이[*])은 미나리아과의 족이다.

## 하위 분류
- 고수속(Coriandrum L.)
- 쌍구슬풀속(Bifora Hoffm.)
- Krubera Hoffm.